# Tracker (filesharing)
Het woord tracker wordt meestal gebruikt om de server aan te duiden die verschillende cliënten van het BitTorrent-netwerk met elkaar in verbinding stelt zodat die van elkaar bestanden kunnen downloaden.
Trackers leveren zelf niet de eigenlijke bestanden aan cliënten, ze houden namelijk alleen lijsten bij waarin staat welke computers in verbinding staan met welke torrent-bestanden (met behulp van het IP-adres). Deze lijsten kunnen door iedere BitTorrent-client worden aangevraagd om de computers die in verbinding staan met de torrent te vinden, en deze vervolgens te vragen of ze fragmenten van het eigenlijke bestand (of bestanden) willen sturen.
Om een tracker te maken kan je speciale serversoftware gebruiken, maar meestal wordt het als PHP-script geïmplementeerd op een webserver.

## Trackerless
Tegenwoordig bieden de meeste BitTorrent-clients ondersteuning voor het in 2005 ontwikkelde DHT-protocol en is het gebruik van een tracker om bestanden via BitTorrent te verkrijgen niet meer nodig. DHT is op het Kademlia-protocol gebaseerd, en houdt in dat één cliënt een andere cliënt met hetzelfde bestand kan vinden, ook al is die cliënt niet aangesloten op een tracker.

## Juridische zaken
Ook al verspreiden trackers zelf geen bestanden, ze worden toch als bedreiging gezien door de Motion Picture Association of America (MPAA) en andere organisaties die de positie van auteursrecht-houders beschermen. Daarom worden er in Amerika zogenaamde Cease-And-Desist-brieven gestuurd naar de eigenaars van trackers, meestal met succes: de tracker wordt dan afgesloten.
Het hoogtepunt van de strijd van de entertainmentindustrie tegen copyrightschending was in 2004, met de sluiting van de populairste tracker: SuprNova.org.
Een van de bekendste trackers is The Pirate Bay. The Pirate Bay trok zich lange tijd niets aan van de bedreigingen van de MPAA en andere instanties. Echter, na verscheidene rechtszaken tegen de website heeft The Pirate Bay besloten zijn tracker stop te zetten en voortaan trackerloos te gaan werken.
Het BitTorrent-protocol is niet illegaal, maar toch stoppen sommige trackers ermee als ze worden aangesproken door de entertainmentindustrie, de kosten van een advocaat zijn meestal hoger dan de moeite die nodig is om de tracker af te sluiten.